# Curetis arcuata
Curetis arcuata är en fjärilsart som beskrevs av Moore 1883. Curetis arcuata ingår i släktet Curetis och familjen juvelvingar. Inga underarter finns listade i Catalogue of Life.